# Tobias Kollmann
Tobias Kollmann (* 12. April 1970 in Bonn-Bad Godesberg) ist Professor für Betriebswirtschaftslehre und Wirtschaftsinformatik, insbesondere Digital Business und Digital Entrepreneurship an der Universität Duisburg-Essen in Essen. Von 2013 bis 2020 war er Vorsitzender des Beirats Junge Digitale Wirtschaft beim Bundesministerium für Wirtschaft und Energie.

## Leben
Tobias Kollmann studierte an den Universitäten Bonn und Trier Volkswirtschaftslehre mit dem Schwerpunkt Marketing. Nach dem Abschluss 1995 als Dipl.-Volkswirt arbeitete er als wissenschaftlicher Mitarbeiter am Lehrstuhl für Marketing der Universität Trier. Dort promovierte er 1997 mit einer Arbeit zur Akzeptanz innovativer Telekommunikations- und Multimediasysteme. Seit 1996 beschäftigt er sich wissenschaftlich mit Fragen des Digital Business, Digital Commerce und dem Phänomen der „virtuellen Marktplätze“. Zwischen 1997 und 2001 arbeitete er unter anderem für die Scout24-Holding in der Schweiz und war einer der Gründungsgesellschafter von AutoScout24. Im Oktober 2001 folgte er einem Ruf an die Christian-Albrechts-Universität zu Kiel, wo er einen Lehrstuhl für Digital Business (damals „E-Business“) übernahm. Seit April 2005 ist er Inhaber des Lehrstuhls für Betriebswirtschaftslehre und Wirtschaftsinformatik an der Universität Duisburg-Essen, Campus Essen. Zum Oktober 2024 wurde er aus gesundheitlichen Gründen in den vorzeitigen Ruhestand versetzt.
Sein Forschungsschwerpunkt ist „Digital Business“ und „Digital Entrepreneurship“, mit Fragen rund um die Unternehmensgründung, -führung und -entwicklung in der Digitalen Wirtschaft. 2004 brachte er mit dem Werk „E-Venture“ (inzwischen unter dem Titel „Digital Entrepreneurship“ oder „E-Entrepreneurship“ laufend) das erste Lehrbuch nur für Unternehmensgründungen in der Digitalen Wirtschaft auf den Markt. Das Magazin „Mobile Business“ bezeichnet dieses Lehrbuch als „eines der wichtigsten deutschen Grundlagenwerke für Digitalunternehmen“. Sein Lehrbuch „Digital Business“ (früher „E-Business“) ist ebenfalls seit 2004 ein Standardwerk für die Vermittlung der Grundlagen von digitalen Geschäftsprozessen und -modellen. „media.valley“ schrieb, dass „das Buch für jeden Top-Manager eine notwendige Pflichtlektüre sei, um auch in Zukunft sein Unternehmen in der Digitalen Wirtschaft am Leben zu halten“. 2005 brachte er zudem das erste deutschsprachige Lexikon zur Unternehmensgründung auf den Markt.
Er ist Herausgeber beziehungsweise Gutachter für nationale und internationale Zeitschriften im Entrepreneurship- und Digital-Business-Bereich und war Mitglied der Jury des Deutschen Multimedia Awards 2002 und 2003.
Er ist einer der Herausgeber der Schriftenreihe „Entrepreneurship“ im Gabler-Verlag.
Er gehörte zum Coaching-Netzwerk vom Gründer-Wettbewerb „Mit Multimedia erfolgreich starten“ des Bundesministeriums für Wirtschaft und Energie (BMWi), für das er auch als Sachverständiger im Beirat des EXIST-Förderprogramms tätig ist. Für das BMWi und das Land Nordrhein-Westfalen organisierte er 2012 zudem den 1. Startup-Battle, ein Pitching für Unternehmensgründer der IKT-Branche im Rahmen des bundesweiten IT-Gipfels in Essen.
Während des „Wissenschaftsjahres 2014 – Die digitale Wirtschaft“ war er verantwortlich für den „E-Entrepreneurship Flying Circus“, einer bundesweiten Bustour an die Hochschulen in Köln, Hamburg, Berlin, Dresden, Nürnberg und Stuttgart zur Förderung der Gründerausbildung für die Digitale Wirtschaft.
Von 2005 bis 2008 war er als Mitglied im Präsidium des „Förderkreis Gründungs-Forschung e.V. (FGF)“ zuständig für die wissenschaftliche Nachwuchsförderung. Seit 2007 ist er Obmann für den wissenschaftlichen Nachwuchs im Rahmen der Kommission für Marketing im Verband der Hochschullehrer für Betriebswirtschaft e.V.
2012 war er Gründungsmitglied des Bundesverband Deutsche Startups e.V. und wurde von dessen Vorstand in den ersten Beirat des Verbandes berufen.
2013 berief ihn der damalige Bundesminister für Wirtschaft und Technologie, Philipp Rösler, in den neuen 24-köpfigen Beirat „Junge Digitale Wirtschaft“ beim BMWi. Dieser Beirat soll den Bundeswirtschaftsminister in Fragen der digitalen Wirtschaft beraten. Im April 2013 wurde er zum Vorsitzenden dieses Gremiums gewählt. Im März 2014 wurde er im Rahmen der ersten Sitzung nach der Bundestagswahl 2013 unter der Leitung des damaligen Bundeswirtschaftsministers Sigmar Gabriel als Vorsitzender des Beirats bestätigt und von den Mitgliedern wiedergewählt. Eine erneute Wiederwahl zum Vorsitzenden erfolgte am 16. Mai 2015. Auch der nachfolgende Bundeswirtschaftsminister Peter Altmaier berief ihn 2018 erneut in dieses Gremium, welches ihn am 30. August 2018 wieder einstimmig zum Vorsitzenden wählte. Am 4. Juni 2020 gab er offiziell bekannt, dass er nach sieben Jahren im Amt nicht erneut für den Vorsitz kandidieren wird, worauf sich Peter Altmaier sehr für seine Arbeit bedankte und ihm „bedeutsame Anstöße für die zukunftssicheren Rahmenbedingungen der digitalen Wirtschaft in Deutschland und Europa“ bescheinigte.
Am 27. Oktober 2015 überreichte er auf der französisch-deutschen Konferenz zur Digitalen Wirtschaft nach einer Rede im Élysée-Palast zusammen mit Benoît Thieulin, dem Vorsitzenden des französischen „Nationalrat für Digitales“ (Conseil national du numérique, CNNum), den Aktionsplan für Innovation (API) „Digitale Innovation und Digitale Transformation in Europa“ an Bundeswirtschaftsminister Sigmar Gabriel und Emmanuel Macron, damals Frankreichs Minister für Wirtschaft, Industrie und Digitales. Enthalten sind 15 Vorschläge zur Stärkung einer international wettbewerbsfähigen europäischen Digitalwirtschaft. Zentrale Themen sind die Ausbildung und Förderung von digitalen Kompetenzen, der Aufbau eines europäischen Ökosystems für digitale Startups, die Finanzierung von digitalen Innovationen, die Etablierung eines Digitalen Binnenmarktes und die digitale Transformation der europäischen Wirtschaft.
Am 13. Dezember 2016 überreichte er zusammen mit dem neuen Vorsitzenden des französischen CNNum das gemeinsame Maßnahmenpapier „Digitalisierung ist eine Grundfrage für Europa!“ an Bundeswirtschaftsminister Sigmar Gabriel und seinen französischen Amtskollegen Michel Sapin in Berlin im Rahmen der zweiten deutsch-französischen Digitalkonferenz. Der Maßnahmenkatalog enthält sechs konkrete Vorschläge für den gemeinsamen digitalen Binnenmarkt in Europa zu den Themen europäische Standards für Datensicherheit, einheitliche Regelungen zur Datennutzung, Unterstützung der Internationalisierung von Start-ups, Aufbau europäischer Hubs für Industrie 4.0 und Internet of Things, Forschung und Förderung zum Bereich Künstliche Intelligenz sowie Harmonisierung der europäischen Steuersysteme für Digitalunternehmen.
Im März 2014 wurde er vom Wirtschaftsminister des Landes Nordrhein-Westfalen, Garrelt Duin, zum Beauftragten für die Digitale Wirtschaft in Nordrhein-Westfalen ernannt. In dieser Funktion sollte er als direkter Ansprechpartner die Brücke zwischen Gründern, Wissenschaft, Kapital und Industrie schlagen und eine Strategie für die Digitale Wirtschaft als Querschnittsbranche aus Internetwirtschaft, Informations- und Kommunikationswirtschaft in beziehungsweise für Nordrhein-Westfalen entwickeln. Am 19. Juni 2015 stellte er zusammen mit dem nordrhein-westfälischen Wirtschaftsminister diese Strategie unter dem Titel „Köpfe, Kapital und Kooperation von und für Startups, Mittelstand sowie Industrie für digitale Geschäftsprozesse und -modelle“ mit dem zugehörigen Maßnahmenpaket im Umfang von 42 Millionen Euro für die Digitale Wirtschaft in Nordrhein-Westfalen vor. Im Ergebnis zeigte eine Studie vom Institut der deutschen Wirtschaft (Köln), welche am 3. April 2017 vorgestellt wurde, dass diese Strategie mit den zugehörigen Maßnahmen nach nur drei Jahren schon über 1.000 neue Startups für die Digitale Wirtschaft in Nordrhein-Westfalen hervorgebracht hat, der Digitalisierungsgrad im dortigen Mittelstand über dem Bundesdurchschnitt lag und sich die Industrie-Unternehmen aus Nordrhein-Westfalen im Digitalisierungsindex vor ihrer Konkurrenz aus dem übrigen Bundesgebiet positionieren konnten.
2004 realisierte er laut eigenen Angaben als Initiator und Projektleiter zusammen mit T-Mobile und Motorola die erste Mobile App in Form des ersten UMTS-Eventportals in Deutschland zur Kieler Woche.
Kollmann war seit 2001 Geschäftsführer der netSTART Venture GmbH (ehemals eBusiness network group GmbH) in Köln, einem Beratungs- und Beteiligungsunternehmen für Unternehmen, Start-ups, Business Angels und Anbieter von Venture Capital innerhalb der Net Economy. 2005 wurde er in diesem Zusammenhang durch das Business Angels Netzwerk Deutschland e.V. in den „BAND Heaven of Fame“ aufgenommen und 2012 zum Business Angel des Jahres gewählt und mit der „Goldenen Nase“ ausgezeichnet. 2015 verkaufte er erfolgreich seine zugehörige Beteiligungsfirma netSTART Venture GmbH im Rahmen eines Exits an die Mountain Partners Holding aus der Schweiz. Seit 2018 ist er geschäftsführender Gesellschafter der netSTART GmbH über die er als Speaker nicht nur Vorträge, Seminare und Workshops anbietet, sondern auch die netSTART-Academy betreibt, einem berufsbegleitenden Aus- und Weiterbildungssystem für die Digitale Wirtschaft mit Fernstudiengängen zum zertifizierten Digital Business Manager (Digital Management) und Digital Business Leader (Digital Leadership).
Laut dem Magazin Business Punk (Ausgabe 02/2014) gehört er zu den 50 wichtigsten Köpfen der Startup-Szene in Deutschland. Die Redaktion von politik & kommunikation (Ausgabe 117/2016) zählt ihn zu den bedeutendsten Akteuren der Digitalisierung im politischen Berlin. 2018, 2019 und 2021 gehörte er laut der Frankfurter Allgemeinen Zeitung zu den 100 einflussreichsten Ökonomen in Deutschland und hat „Gewicht in Medien, Forschung und Politik“.
Im September 2016 veröffentlichte er zusammen mit Holger Schmidt, dem Internet-Chefkorrespondent des Magazins FOCUS und Blogautor von Netzökonom, den Bestseller „Deutschland 4.0“. Dieses Buch fragt, wie die Digitale Transformation für Gesellschaft, Wirtschaft und Politik für Deutschland gelingen kann. Im Oktober 2018 veröffentlichte er das Buch „Digitale Meinungsmache: 60 Ratschläge an Gründer, Unternehmer und Politik für die Digitale Transformation“, welches eine Sammlung seiner Kolumnen beim Manager Magazin und der Huffington Post von 2002 bis 2018 als Zeitreise zu den digitalen Themen des neuen Jahrtausends im Zeitablauf präsentiert. 2021 erschien „STARTUP.mord“, ein Gründer- und Lernroman für die Startup-Szene, in dem Lehrinhalte in eine fiktive Geschichte über eine Unternehmensgründung eingebettet sind. 2023 veröffentlichte Tobias Kollmann gemeinsam mit seinen Söhnen das Buch „Artificial Leadership“. Es untersucht aus wissenschaftlicher Perspektive den Einfluss von Künstlicher Intelligenz auf die und in der Unternehmensführung.

## Fußballfunktionär
Während der Saison 2009/10 war er Präsident des Fußballregionalligisten Bonner SC, trat aber bereits nach neun Monaten im April 2010 vom Amt zurück. Er begründete dies mit den für eine erfolgreiche Zusammenarbeit nicht ausreichenden finanziellen Möglichkeiten des Vereins.
Von 2010 bis 2012 war Kollmann Präsident von Viktoria Köln. In dieser Amtszeit modernisierte er die Strukturen und den Markenauftritt und führte den Verein 2012 zur Meisterschaft in der NRW-Liga und damit zum Aufstieg in die Regionalliga West.
Von 2013 bis 2014 war er Mitglied des Aufsichtsrats der 1. FC Köln GmbH & Co. KGaA, der Spielbetriebsgesellschaft des 1. FC Köln. In diesem Zuge begleitete er die Meisterschaft des Vereins in der 2. Bundesliga und die damit verbundene Rückkehr in die 1. Bundesliga in der Spielzeit 2013/2014.

## Publikationen

### Autor
- Artificial Leadership: Die Revolution für die Unternehmensführung, Essen, Köln 2023.
- Digital Leadership – Grundlagen der Unternehmensführung in der Digitalen Wirtschaft. 2. Auflage. Wiesbaden 2022.
- Digital Business – Grundlagen von Geschäftsmodellen und -prozessen in der Digitalen Wirtschaft. 8. Auflage. Wiesbaden 2022.
- Digital Business kompakt – Grundlagen von Geschäftsmodellen und -prozessen in der Digitalen Wirtschaft mit über 70 Fallbeispielen. 2. Auflage. Wiesbaden 2022.
- Digital Entrepreneurship – Grundlagen der Unternehmensgründung in der Digitalen Wirtschaft. 8. Auflage. Wiesbaden 2022.
- STARTUP.mord: Erfolg kennt keine Grenzen, Köln 2021.
- Digital Marketing – Grundlagen der Absatzpolitik in der Digitalen Wirtschaft. 3. Auflage. Stuttgart 2019.
- Digitale Meinungsmache: 60 Ratschläge an Gründer, Unternehmer und Politik für die Digitale Transformation. Köln/ Essen 2018.
- Deutschland 4.0: Wie die Digitale Transformation gelingt. Wiesbaden 2016.

### Herausgeber
- M. Keyhani, T. Kollmann, A. Ashjari, A. Sorgner, C. E. Hull (Ed.): Handbook of Digital Entrepreneurship, Cheltenham 2022.
- J. Freiling, T. Kollmann (Hrsg.): Entrepreneurial Marketing – Besonderheiten, Aufgaben und Lösungsansätze für Gründungsunternehmen. 2. Auflage. Wiesbaden 2015.
- T. Kollmann, M. Häsel (Hrsg.): Gabler Kompakt-Lexikon Unternehmensgründung – 2.000 Begriffe nachschlagen, verstehen, anwenden. 3. Auflage. Wiesbaden 2021.
- T. Kollmann, M. Häsel (Hrsg.): Web 2.0 – Trends und Technologien im Kontext der Net Economy. Wiesbaden 2007.